# Barff Point
Der Barff Point ist eine Landspitze am Ende der Barff-Halbinsel an der Nordküste Südgeorgiens. Sie begrenzt östliche die Einfahrt zur Cumberland Bay.
Benannt ist sie nach Leutnant Arthur Douglas Barff (1877–1955) von der Royal Navy, der 1906 an Bord der HMS Sappho an der Vermessung der Cumberland Bay unter der Leitung Carl Anton Larsens beteiligt war.